# 華川警察署
華川警察署（ファチョンけいさつしょ）は、江原地方警察庁所管の警察署である。

## 管轄区域
- 華川郡

## 沿革
- 1954年11月18日 -　休戦協定により韓国軍が持っていた警察権を移譲され開署。

## 管轄派出所
- 下南派出所
- 史内派出所
- 山西派出所
- 看東派出所
- 下里派出所